# Казеска
Казеска — река в России, протекает по территории Шарканского и Воткинского районов Удмуртской республики. Устье реки находится в 22 км по левому берегу реки Вотка. Длина реки составляет 23 км.
На речке находятся деревни Малый Казес, Верхний Казес, Нижний Казес, Дэдэ, Восток.

## Данные водного реестра
По данным государственного водного реестра России относится к Камскому бассейновому округу, водохозяйственный участок реки — Кама от Воткинского гидроузла до Нижнекамского гидроузла, без рек Буй (от истока до Кармановского гидроузла), Иж, Ик и Белая, речной подбассейн реки — бассейны притоков Камы до впадения Белой. Речной бассейн реки — Кама.
Код объекта в государственном водном реестре — 10010101412111100015625.